# Gien-sur-Cure
Gien-sur-Cure ist eine französische Gemeinde mit 90 Einwohnern (Stand 1. Januar 2022) im  Département Nièvre in der Region Bourgogne-Franche-Comté (vor 2016 Bourgogne). Sie gehört zum Arrondissement Château-Chinon (Ville) und zum Kanton Château-Chinon (bis 2015 Montsauche-les-Settons).

## Geographie
Gien-sur-Cure liegt etwa 70 Kilometer ostnordöstlich von Nevers im Morvan und am Fluss Cure. Umgeben wird Gien-sur-Cure von den Nachbargemeinden Moux-en-Morvan im Norden und Nordosten, Ménessaire im Osten, Cussy-en-Morvan im Südosten, Anost im Süden sowie Planchez im Westen.

## Bevölkerungsentwicklung
| Jahr                       | 1962 | 1968 | 1975 | 1982 | 1990 | 1999 | 2006 | 2011 | 2016 |
| -------------------------- | ---- | ---- | ---- | ---- | ---- | ---- | ---- | ---- | ---- |
| Einwohner                  | 192  | 170  | 161  | 138  | 100  | 102  | 111  | 111  | 95   |
| Quellen: Cassini und INSEE |      |      |      |      |      |      |      |      |      |

## Sehenswürdigkeiten
- Kirche Saint-Léger aus dem 12. Jahrhundert